# Darabgerd

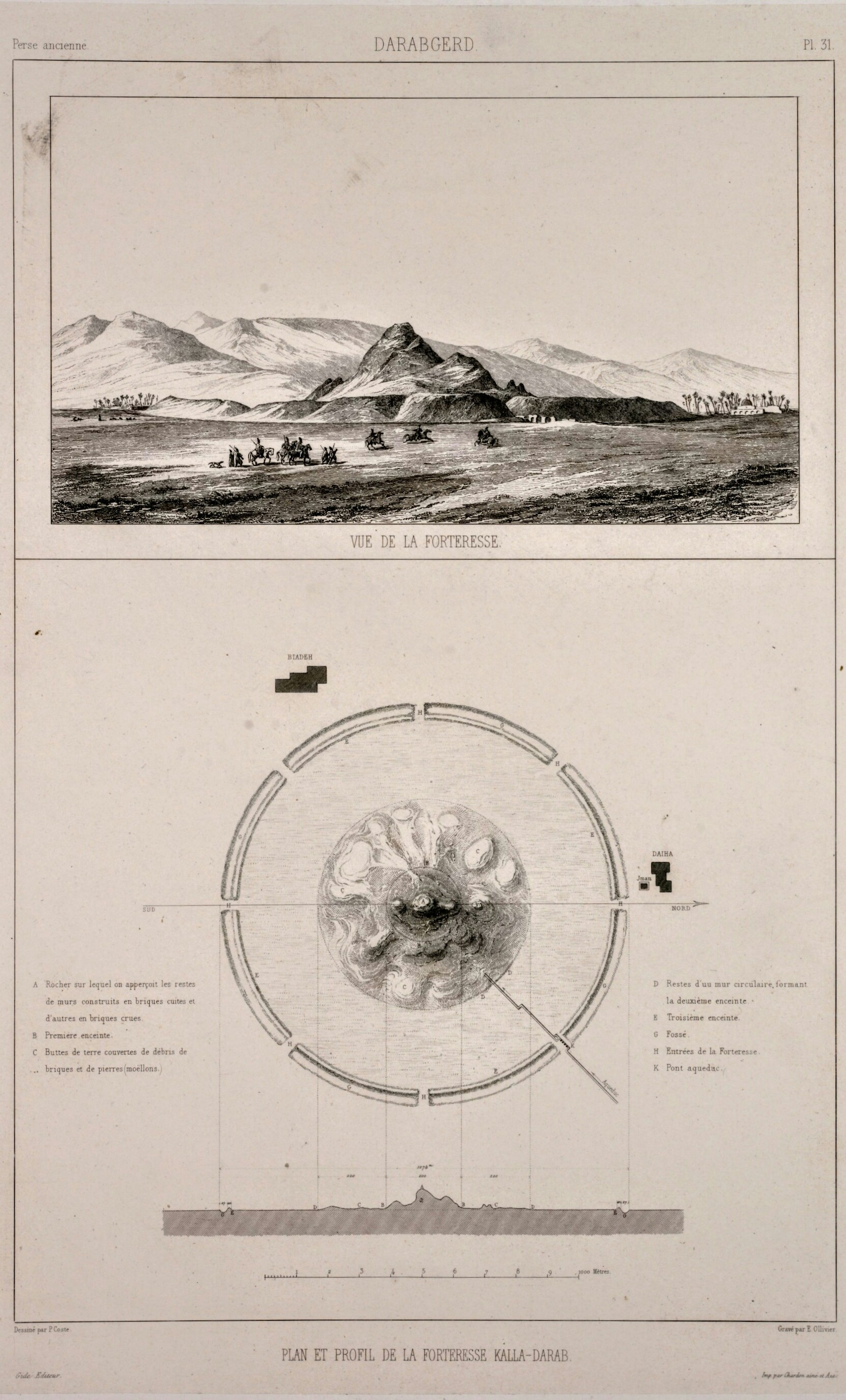
1840-1842

Darabgerd was een stad in het Oude Perzië.
De stad was gelegen in de huidige sharestan Darab in het zuiden van Iran (Perzië) in de huidige provincie Fārs (het oude Persis). De naam verwijst waarschijnlijk naar Darius en betekent zoiets als kasteel van Darius. De ruïnes van de oude stad zijn even buiten de huidige stad te vinden. Het is de plaats van waaruit Ardashir het Sassanidenrijk gesticht heeft.
Er zijn een aantal vindplaatsen uit de oudheid in de buurt. Het bekendst is de Kalah i Dal-a, de citadel van Darius en bestaat uit een serie aarden wallen in een cirkel rond een alleenstaande rots. Uit niets blijkt echter hoe oud deze overblijselen zijn. Een ander overblijfsel is een gigantisch bas-reliëf in een verticale rotswand die de overwinning van Sjapoer I op de Romeinse keizer Valerianus voorstelt in 260.
De streek is bekend om zijn citrusteelt.